# Falco (nome)
Falco  è un nome proprio di persona italiano maschile.

## Varianti
- Maschili: Falcone[1]
  - Alterati: Falconetto[1]

## Origine e diffusione

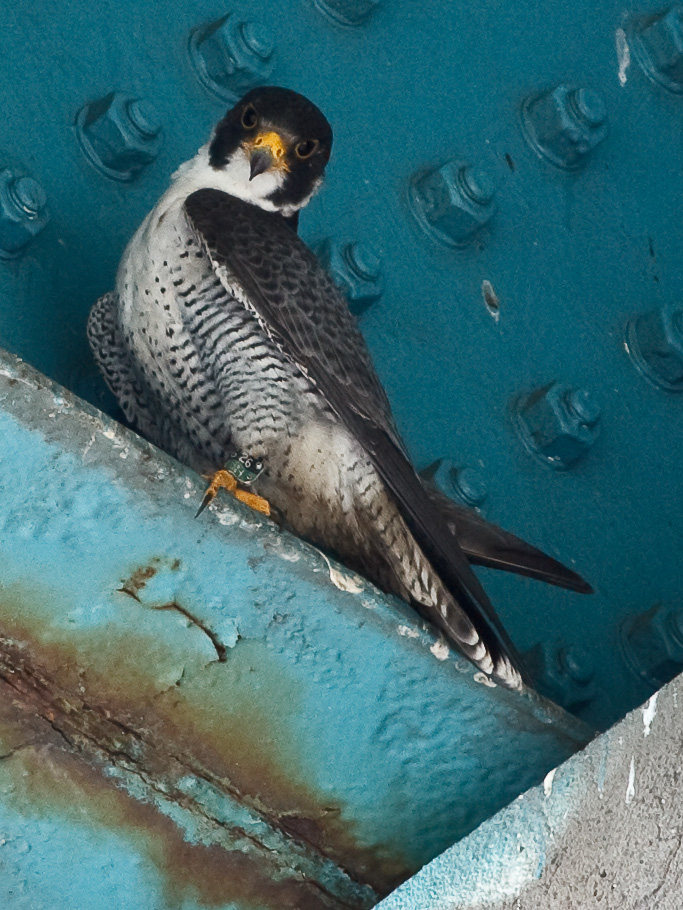
Un falco pellegrino sull'Ambassador Bridge, a Windsor (Ontario, Canada)

Riprende il nome del falco, l'uccello rapace noto per la sua buona vista e la velocità di volo; etimologicamente, risale al latino falco, forse a sua volta dal termine falx (genitivo falcis, "falce", "lama ricurva", forse per via della forma degli artigli, delle zampe, del becco o anche delle ali).
Usato come cognomen fra i romani, riscontrò un certo uso in epoca medievale, che però non durò a lungo eccetto che per la forma Falk, che resistette nelle comunità ebraiche d'Europa, e dalla quale deriva il moderno nome tedesco e yiddish Falk. "Falco" venne poi ripreso nel XX secolo. Per quanto riguarda l'italia, risulta più diffuso in Abruzzo, dove è accentrato il culto verso il santo così chiamato.

## Onomastico
L'onomastico si può festeggiare il 9 agosto in memoria di san Falco di Palena, eremita. Un beato Falcone, abate di Cava de' Tirreni, si festeggia invece il giorno 6 giugno.

## Persone

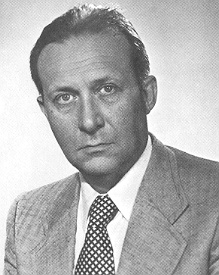
Falco Accame

- Falco di Palena, monaco e santo italiano
- Falco Accame, ammiraglio e politico italiano

### Variante Falcone
- Falcone, abate italiano
- Falcone Beneventano, storico, notaio e giudice longobardo
- Falcone Lucifero, politico italiano

### Variante Falk

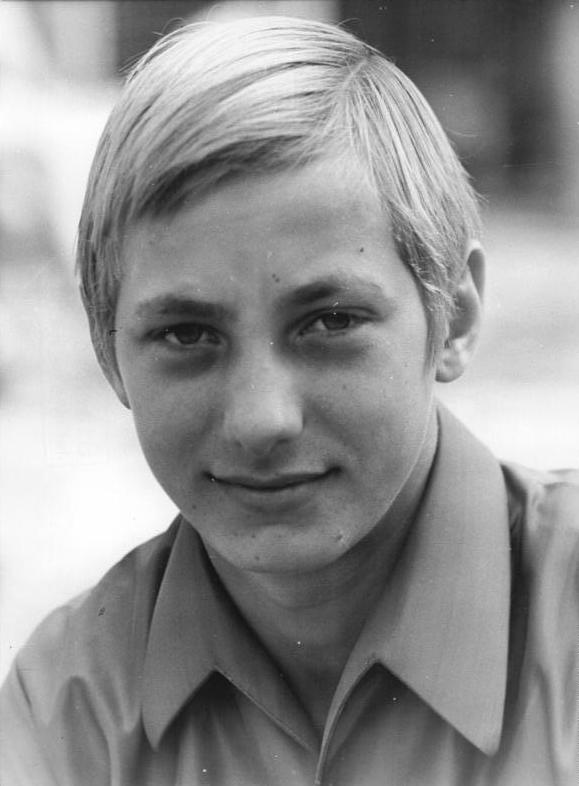
Falk Hoffmann

- Falk Hoffmann, tuffatore tedesco

## Il nome nelle arti
- Falco è un personaggio dei romanzi della serie Shannara, scritti da Terry Brooks.
- Falco è un personaggio della serie manga e anime Ken il guerriero.
- Falco Flashman è un personaggio del videogioco Inazuma Eleven GO Galaxy e dell'anime omonimo.
- Falco Grice è un personaggio della serie manga e anime L'attacco dei giganti.
- Falco Lombardi è un personaggio della serie di videogiochi Star Fox.